# Joey Mantia
Joey Mantia (n. 7 februarie 1986, Ocala⁠(d), Florida, SUA) este un patinator de viteză ce a reprezentat Statele Unite ale Americii, medaliat olimpic. A participat la 3 ediții ale Jocurilor Olimpice (2014, 2018, 2022) în care a câștigat o medalie de bronz.